# Klasyfikacja medalowa Zimowych Igrzysk Paraolimpijskich 2010
     zdobywcy co najmniej jednego złotego medalu
     zdobywcy co najmniej jednego srebrnego medalu
     zdobywcy co najmniej jednego brązowego medalu
     państwa bez medalu
     państwa nieuczestniczące w igrzyskach

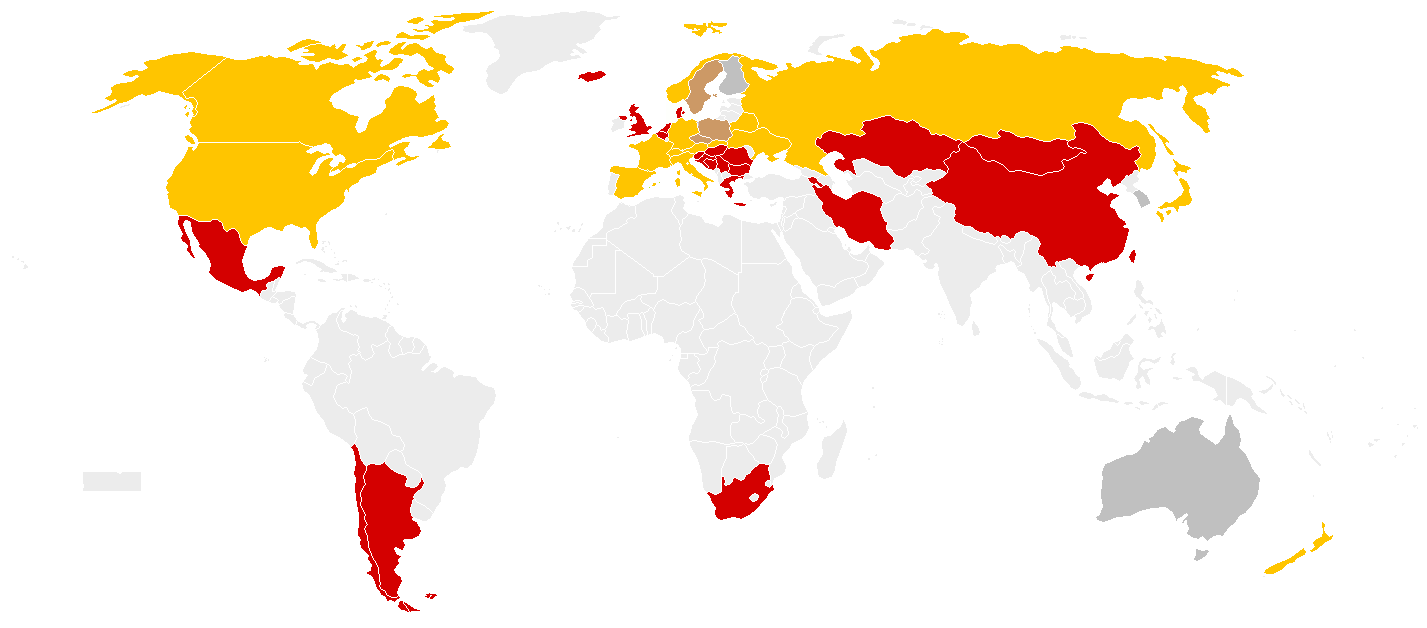
Państwa uczestniczące w Zimowych Igrzyskach Paraolimpijskich 2010
zdobywcy co najmniej jednego złotego medalu
zdobywcy co najmniej jednego srebrnego medalu
zdobywcy co najmniej jednego brązowego medalu
państwa bez medalu
państwa nieuczestniczące w igrzyskach

Klasyfikacja medalowa Zimowych Igrzysk Paraolimpijskich 2010 – zestawienie państw, reprezentowanych przez narodowe komitety paraolimpijskie, uszeregowanych pod względem liczby zdobytych medali na X Zimowych Igrzyskach Paraolimpijskich w 2010 roku w Vancouver.
Podczas igrzysk paraolimpijskich w Vancouver rozegrano 64 konkurencje w pięciu dyscyplinach sportowych. W porównaniu do igrzysk w Turynie, do programu dołączono superkombinację w narciarstwie alpejskim. Zawody w biathlonie, biegach narciarskich i narciarstwie alpejskim rozgrywane były w trzech kategoriach: osoby stojące, osoby na wózkach i osoby niewidome.
W igrzyskach wzięło udział 502 sportowców (381 mężczyzn i 121 kobiet) z 44 państw. Reprezentacje Argentyny, Bośni i Hercegowiny, Rumunii i Serbii po raz pierwszy uczestniczyły w zimowych igrzyskach paraolimpijskich.
Medale zdobyli reprezentanci 21 państw, co oznacza, że 23 reprezentacje zakończyły igrzyska z zerowym dorobkiem medalowym. Po raz trzeci w historii zwycięstwo w klasyfikacji medalowej odniosła reprezentacja Niemiec, zdobywając 24 medale – 13 złotych, 5 srebrnych i 6 brązowych. Najwięcej medali wszystkich kolorów wywalczyła druga w tabeli Rosja – 38, w tym 12 złotych, 16 srebrnych i 10 brązowych. Był to zarazem najlepszy występ Rosjan pod względem sumy wszystkich medali zimowych igrzysk paraolimpijskich.
Reprezentanci Słowacji po raz pierwszy w historii zdobyli złoto zimowych igrzysk paraolimpijskich. Łącznie sześć medali tego kruszcu wywalczyli w narciarstwie alpejskim Henrieta Farkašová i Jakub Krako. Był to najlepszy w historii występ paraolimpijski Słowaków, zarówno licząc zimowe, jak i letnie starty. Najlepsze w historii występy w zimowych igrzyskach paraolimpijskich osiągnęły również reprezentacje Białorusi i Kanady, natomiast dla Japonii był to najlepszy zimowy start od igrzysk w Nagano w 1998 roku. Reprezentacja Korei Południowej po raz drugi w historii zdobyła medal paraolimpijski w zimowej edycji imprezy, i po raz drugi był to medal srebrny.
Najsłabszy wynik w historii startów paraolimpijskich osiągnęła reprezentacja Austrii. Dla reprezentacji Polski był to najgorszy występ od igrzysk w Örnsköldsvik w 1976 roku, dla Stanów Zjednoczonych i Francji – najsłabszy od igrzysk w Geilo w 1980 roku, a dla Czech i Włoch – od igrzysk w Lillehammer w 1994 roku. Po raz szósty w historii igrzysk paraolimpijskich medalu nie zdobyła reprezentacja Wielkiej Brytanii.
Najbardziej utytułowanymi zawodniczkami igrzysk zostały: niemiecka biathlonistka i biegaczka narciarska Verena Bentele oraz kanadyjska narciarka alpejska Lauren Woolstencroft. Obie zdobyły po pięć złotych medali. Najwięcej medali wszystkich kolorów wywalczył natomiast rosyjski biathlonista i biegacz narciarski Nikołaj Połuchin, w dorobku którego znalazło się sześć medali – jeden złoty, cztery srebrne i jeden brązowy.
Złota medalistka w zjeździe kobiet w rywalizacji osób niewidomych, Kanadyjka Viviane Forest została pierwszą w historii paraolimpijką, która zdobyła złote medale na letnich i zimowych igrzyskach paraolimpijskich. Wcześniej, podczas igrzysk w Sydney w 2000 roku i w Atenach w 2004 roku została mistrzynią paraolimpijską w goalballu.

## Klasyfikacja państw
Poniższa tabela przedstawia klasyfikację medalową państw, które zdobyły medale na Zimowych Igrzyskach Paraolimpijskich 2010 w Vancouver, sporządzoną na podstawie oficjalnych raportów Międzynarodowego Komitetu Paraolimpijskiego. Klasyfikacja posortowana jest najpierw według liczby osiągniętych medali złotych, następnie srebrnych, a na końcu brązowych. W przypadku, gdy dwa kraje zdobyły tę samą liczbę medali wszystkich kolorów, o kolejności zdecydował porządek alfabetyczny.
| Miejsce | Państwo          | Złoto | Srebro | Brąz | Razem |
| ------- | ---------------- | ----- | ------ | ---- | ----- |
| 1.      | Niemcy           | 13    | 5      | 6    | 24    |
| 2.      | Rosja            | 12    | 16     | 10   | 38    |
| 3.      | Kanada           | 10    | 5      | 4    | 19    |
| 4.      | Słowacja         | 6     | 2      | 3    | 11    |
| 5.      | Ukraina          | 5     | 8      | 6    | 19    |
| 6.      | USA              | 4     | 5      | 4    | 13    |
| 7.      | Austria          | 3     | 4      | 4    | 11    |
| 8.      | Japonia          | 3     | 3      | 5    | 11    |
| 9.      | Białoruś         | 2     | –      | 7    | 9     |
| 10.     | Francja          | 1     | 4      | 1    | 6     |
| 11.     | Włochy           | 1     | 3      | 3    | 7     |
| 12.     | Norwegia         | 1     | 3      | 2    | 6     |
| 13.     | Hiszpania        | 1     | 2      | –    | 3     |
| 13.     | Szwajcaria       | 1     | 2      | –    | 3     |
| 15.     | Nowa Zelandia    | 1     | –      | –    | 1     |
| 16.     | Australia        | –     | 1      | 3    | 4     |
| 17.     | Finlandia        | –     | 1      | 1    | 2     |
| 18.     | Korea Południowa | –     | 1      | –    | 1     |
| 19.     | Szwecja          | –     | –      | 2    | 2     |
| 20.     | Czechy           | –     | –      | 1    | 1     |
| 20.     | Polska           | –     | –      | 1    | 1     |
| Razem   | Razem            | 64    | 65     | 63   | 192   |

## Klasyfikacje według dyscyplin

### Biathlon
Podczas igrzysk paraolimpijskich w Vancouver przeprowadzono dwanaście konkurencji biathlonowych. W porównaniu do rywalizacji w Turynie, zmianom uległ krótszy z biegów – zamiast biegu na 7,5 km zawodnicy i zawodniczki uczestniczyli w biegu łączonym. W programie znalazło się po sześć biegów kobiet i mężczyzn. Konkurencje podzielone były na trzy kategorie: osoby stojące, osoby na wózkach i osoby niewidome.
Medalistami zostali reprezentanci siedmiu państw. Najwięcej razy na podium stanęli zawodnicy rosyjscy, w dorobku których znalazło się szesnaście medali – pięć złotych, siedem srebrnych i cztery brązowe. Jedenaścioro biathlonistów zdobyło po dwa medale w Vancouver. W gronie osób niewidomych multimedalistami zostali: Verena Bentele (dwa złote medale), Witalij Łukjanenko (złoty i brązowy), Lubow Wasiljewa i Nikołaj Połuchin (oboje po dwa srebrne) oraz Michalina Łysowa (dwa brązowe). Spośród osób stojących po dwa medale wywalczyli: Anna Burmistrowa i Nils-Erik Ulset (oboje po jednym złotym i srebrnym) oraz Hryhorij Wowczynski (srebrny i brązowy). Z kolei w gronie osób na wózkach multimedalistami zostali: Irek Zaripow (dwa złote) oraz Ołena Jurkowśka i Marija Iowlewa (obie po jednym złotym i srebrnym).
| Miejsce | Państwo   | Złoto | Srebro | Brąz | Razem |
| ------- | --------- | ----- | ------ | ---- | ----- |
| 1.      | Rosja     | 5     | 7      | 4    | 16    |
| 2.      | Ukraina   | 3     | 3      | 4    | 10    |
| 3.      | Niemcy    | 3     | –      | 2    | 5     |
| 4.      | Norwegia  | 1     | 1      | –    | 2     |
| 5.      | Finlandia | –     | 1      | –    | 1     |
| 6.      | Białoruś  | –     | –      | 1    | 1     |
| 6.      | USA       | –     | –      | 1    | 1     |
| Razem   | Razem     | 12    | 12     | 12   | 36    |

### Biegi narciarskie
W ramach igrzysk paraolimpijskich w Vancouver rozegrano 10 konkurencji biegowych. W porównaniu do igrzysk w Turynie zmianom uległy biegi na najkrótszych dystansach – zamiast rywalizacji na dystansie 2,5 i 5 km przeprowadzono bieg sprinterski. Konkurencje podzielone były na trzy kategorie: osoby stojące, osoby na wózkach i osoby niewidome.
Dwadzieścia osób zdobyło przynajmniej po dwa medale w konkurencjach biegowych. Wśród osób stojących byli to: Kiriłł Michajłow (dwa złote i dwa srebrne medale), Ołeksandra Kononowa (dwa złote i jeden srebrny), Yoshihiro Nitta (dwa złote), Anna Burmistrowa (złoty i brązowy), Julija Batenkowa (trzy srebrne), Hryhorij Wowczynski (srebrny i brązowy) oraz Nils-Erik Ulset i Łarysa Warona (po dwa brązowe). W gronie osób na wózkach byli to: Irek Zaripow (dwa złote i srebrny), Ludmiła Wauczok (dwa złote i dwa brązowe), Siergiej Szyłow (dwa złote), Ołena Jurkowśka (dwa srebrne i brązowy) oraz Colette Bourgonje i Enzo Masiello (po jednym srebrnym i brązowym). Z kolei w rywalizacji osób niewidomych multimedalistami zostali: Verena Bentele i Brian McKeever (po trzy złote medale), Nikołaj Połuchin (złoty, dwa srebrne i brązowy), Michalina Łysowa (złoty i dwa srebrne), Lubow Wasiljewa (złoty, srebrny i brązowy) oraz Jadwiha Skorabahata (dwa brązowe).
| Miejsce | Państwo   | Złoto | Srebro | Brąz | Razem |
| ------- | --------- | ----- | ------ | ---- | ----- |
| 1.      | Rosja     | 7     | 9      | 6    | 22    |
| 2.      | Kanada    | 3     | 1      | 1    | 5     |
| 3.      | Niemcy    | 3     | 1      | –    | 4     |
| 4.      | Ukraina   | 2     | 5      | 2    | 9     |
| 5.      | Japonia   | 2     | 1      | –    | 3     |
| 6.      | Białoruś  | 2     | –      | 6    | 8     |
| 7.      | Włochy    | 1     | 1      | 1    | 3     |
| 8.      | Norwegia  | –     | 2      | 1    | 3     |
| 9.      | Finlandia | –     | –      | 1    | 1     |
| 9.      | Polska    | –     | –      | 1    | 1     |
| 9.      | Szwecja   | –     | –      | 1    | 1     |
| Razem   | Razem     | 20    | 20     | 20   | 60    |

### Curling na wózkach

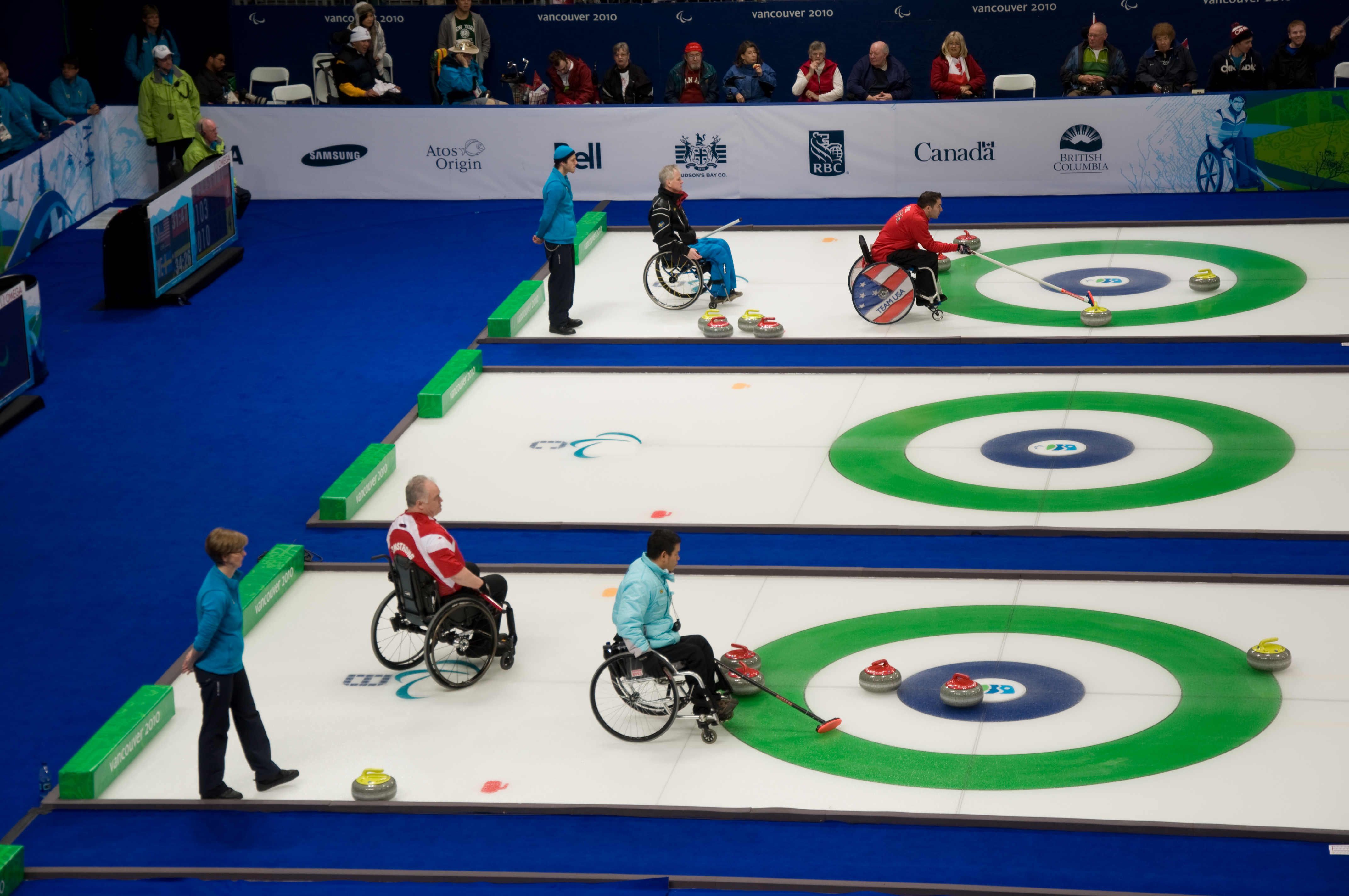
Zawody w curlingu na wózkach podczas igrzysk w Vancouver

Rywalizacja w curlingu na wózkach po raz drugi w historii znalazła się w programie igrzysk paraolimpijskich, tak samo jak w 2006 roku w Turynie do zawodów przystąpiły zespoły mieszane. Tytuł mistrzów paraolimpijskich obronili reprezentanci Kanady. W kanadyjskim zespole znalazła się Sonja Gaudet, która tym samym została pierwszą dwukrotną złotą medalistką paraolimpijską w curlingu. Srebrny medal wywalczyli reprezentanci Korei Południowej, a brązowy – tak samo jak w Turynie – zawodnicy ze Szwecji.
| Miejsce | Państwo          | Złoto | Srebro | Brąz | Razem |
| ------- | ---------------- | ----- | ------ | ---- | ----- |
| 1.      | Kanada           | 1     | –      | –    | 1     |
| 2.      | Korea Południowa | –     | 1      | –    | 1     |
| 3.      | Szwecja          | –     | –      | 1    | 1     |
| Razem   | Razem            | 1     | 1      | 1    | 3     |

### Hokej na lodzie na siedząco

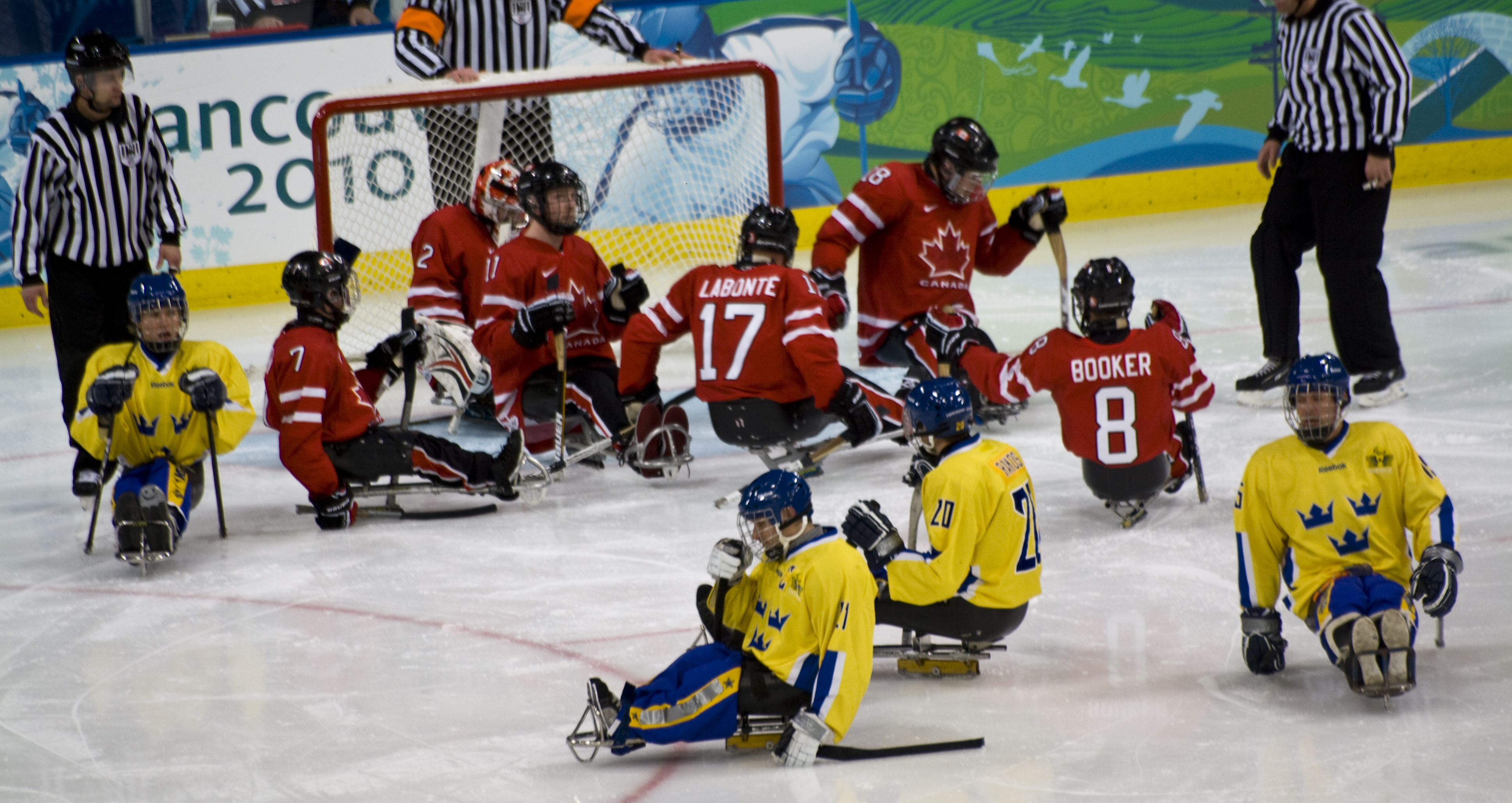
Mecz hokejowy Kanada–Szwecja podczas igrzysk paraolimpijskich w Vancouver

Turniej paraolimpijski w hokeju na lodzie na siedząco znalazł się w programie igrzysk po raz piąty w historii. Po raz pierwszy w historii w drużynach mogły grać kobiety. Do turnieju przystąpiło osiem zespołów mieszanych.
Złoty medal zdobyła reprezentacja Stanów Zjednoczonych, srebrny Japonii, a brązowy Norwegii. Startujący w amerykańskich barwach Joe Howard zdobył drugi w karierze złoty medal paraolimpijski (po igrzyskach w Salt Lake City w 2002 roku) oraz trzeci medal ogółem (wywalczył również brąz w Turynie w 2006 roku). Został w ten sposób pierwszym paraolimpijczykiem z dwoma złotymi medalami w hokeju na lodzie. Z kolei srebrny medal dla Japonii był pierwszym medalem paraolimpijskim w tej dyscyplinie sportu. Trzecia w turnieju Norwegia pozostała jedynym państwem, które zdobyło medal paraolimpijski na wszystkich igrzyskach od 1994 roku.
| Miejsce | Państwo  | Złoto | Srebro | Brąz | Razem |
| ------- | -------- | ----- | ------ | ---- | ----- |
| 1.      | USA      | 1     | –      | –    | 1     |
| 2.      | Japonia  | –     | 1      | –    | 1     |
| 3.      | Norwegia | –     | –      | 1    | 1     |
| Razem   | Razem    | 1     | 1      | 1    | 3     |

### Narciarstwo alpejskie

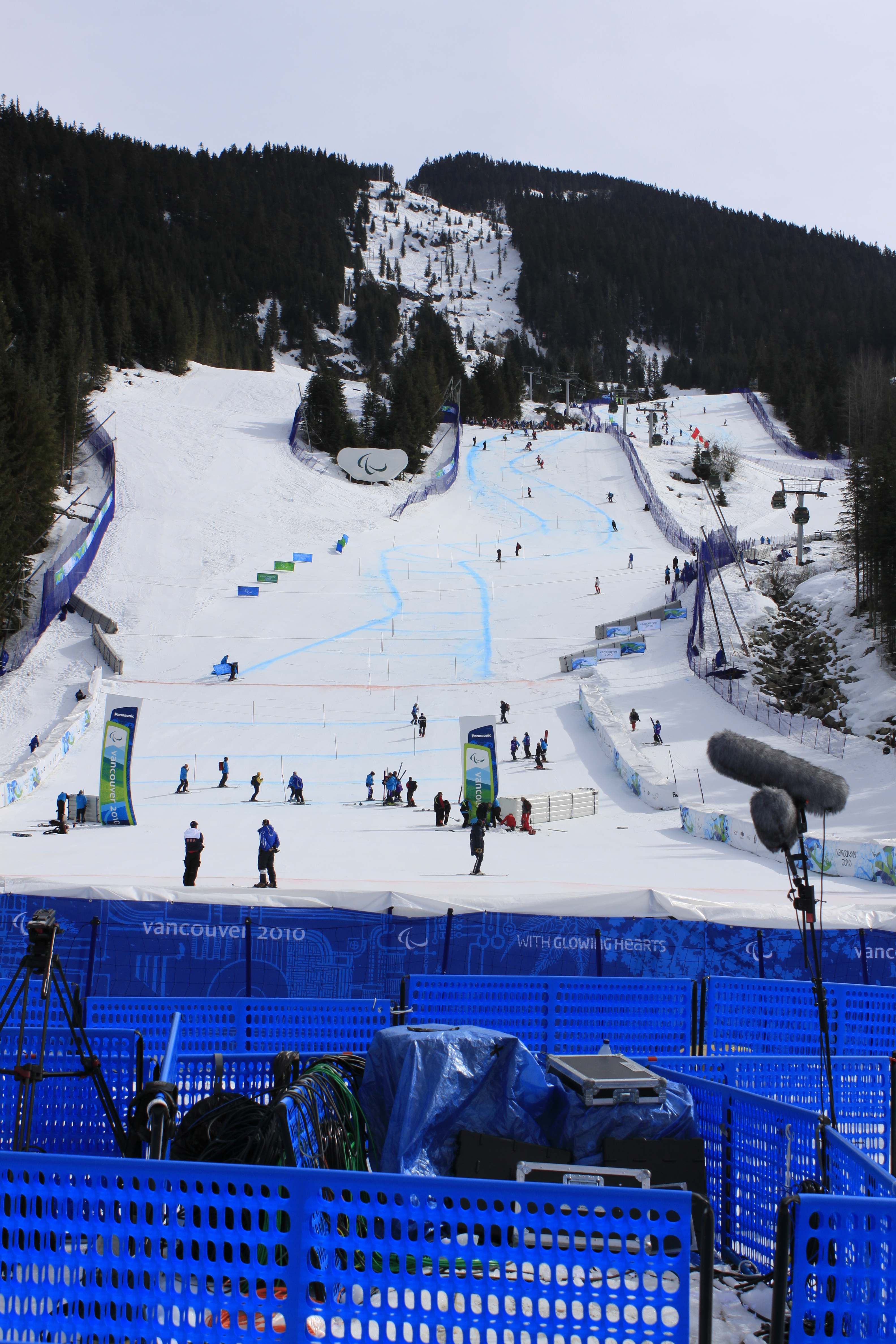
Rywalizacja w narciarstwie alpejskim podczas igrzysk paraolimpijskich w Vancouver

Rywalizacja narciarzy alpejskich podczas igrzysk w Vancouver składała się z trzydziestu konkurencji. W porównaniu do igrzysk w Turynie, w programie znalazła się superkombinacja. Wszystkie konkurencje rozgrywano w trzech kategoriach: osoby stojące, osoby na wózkach i osoby niewidome.
Najbardziej utytułowaną alpejką została startująca w konkurencjach na stojąco Lauren Woolstencroft. Zdobyła pięć złotych medali, zwyciężając we wszystkich konkurencjach w swojej kategorii. Tym samym została pierwszą w historii Kanadyjką, która podczas jednej edycji zimowych igrzysk wywalczyła pięć złotych medali. Poza nią jeszcze 23 osoby zostały multimedalistami igrzysk paraolimpijskich w Vancouver. W konkurencjach na stojąco więcej niż jeden medal zdobyli: Gerd Schönfelder (cztery złote i jeden srebrny), Andrea Rothfuss (dwa srebrne i dwa brązowe), Vincent Gauthier-Manuel (dwa srebrne i jeden brązowy), Solène Jambaqué (dwa srebrne) oraz Cameron Rahles-Rahbula i Karolina Wisniewska (po dwa brązowe). Wśród osób na wózkach multimedalistami zostali: Martin Braxenthaler (trzy złote i jeden srebrny), Alana Nichols i Claudia Lösch (obie po dwa złote, jednym srebrnym i jednym brązowym), Stephani Victor (złoty i dwa srebrne), Christoph Kunz (złoty i srebrny), Akira Kanō (złoty i brązowy), Taiki Morii (srebrny i brązowy) oraz Philipp Bonadimann i Kuniko Obinata (po dwa brązowe). W zawodach osób niewidomych najbardziej utytułowani byli reprezentanci Słowacji – Henrieta Farkašová i Jakub Krako. Oboje zdobyli po trzy złote i jednym srebrnym medalu. Multimedalistami zostali ponadto: Viviane Forest (złoty, trzy srebrne i brązowy), Jon Santacana Maiztegui (złoty i dwa srebrne), Sabine Gasteiger (złoty i srebrny), Gianmaria Dal Maistro (srebrny i dwa brązowe) oraz Danelle Umstead i Miroslav Haraus (po dwa brązowe).
W zjeździe mężczyzn (w kategorii: osoby stojące) przyznano dwa srebrne medale. Taki sam rezultat osiągnęli Marty Mayberry i Michael Brügger. Brązowego medalu w tej konkurencji nie przyznano.
| Miejsce | Państwo       | Złoto | Srebro | Brąz | Razem |
| ------- | ------------- | ----- | ------ | ---- | ----- |
| 1.      | Niemcy        | 7     | 4      | 4    | 15    |
| 2.      | Kanada        | 6     | 4      | 3    | 13    |
| 3.      | Słowacja      | 6     | 2      | 3    | 11    |
| 4.      | USA           | 3     | 5      | 3    | 11    |
| 5.      | Austria       | 3     | 4      | 4    | 11    |
| 6.      | Francja       | 1     | 4      | 1    | 6     |
| 7.      | Hiszpania     | 1     | 2      | –    | 3     |
| 7.      | Szwajcaria    | 1     | 2      | –    | 3     |
| 9.      | Japonia       | 1     | 1      | 5    | 7     |
| 10.     | Nowa Zelandia | 1     | –      | –    | 1     |
| 11.     | Włochy        | –     | 2      | 2    | 4     |
| 12.     | Australia     | –     | 1      | 3    | 4     |
| 13.     | Czechy        | –     | –      | 1    | 1     |
| Razem   | Razem         | 30    | 31     | 29   | 90    |

## Multimedaliści
Podczas igrzysk paraolimpijskich w Vancouver 29 sportowców wywalczyło więcej niż jeden medal, w tym przynajmniej jeden złoty. Najwięcej – ośmioro – multimedalistów startowało w barwach Rosji. Trzynaścioro z multimedalistów stawało na podium paraolimpijskim w narciarstwie alpejskim, dwanaścioro jednocześnie w biegach narciarskich i biathlonie, a czworo tylko w biegach narciarskich.
Najwięcej medali wszystkich kolorów – sześć – zdobył Nikołaj Połuchin. Pierwsze miejsce w indywidualnej tabeli medalowej zajęły jednak Verena Bentele i Lauren Woolstencroft, które zdobyły pięć złotych medali.
Poniższa tabela przedstawia indywidualne zestawienie multimedalistów Zimowych Igrzysk Paraolimpijskich 2010, czyli zawodników i zawodniczek, którzy zdobyli więcej niż jeden medal paraolimpijski na tych igrzyskach, w tym przynajmniej jeden złoty.
| Miejsce | Zawodnik                | Państwo    | Dyscyplina                 | Złoto | Srebro | Brąz | Razem |
| ------- | ----------------------- | ---------- | -------------------------- | ----- | ------ | ---- | ----- |
| 1.      | Verena Bentele          | Niemcy     | biathlon biegi narciarskie | 5     | –      | –    | 5     |
| 1.      | Lauren Woolstencroft    | Kanada     | narciarstwo alpejskie      | 5     | –      | –    | 5     |
| 3.      | Gerd Schönfelder        | Niemcy     | narciarstwo alpejskie      | 4     | 1      | –    | 5     |
| 3.      | Irek Zaripow            | Rosja      | biathlon biegi narciarskie | 4     | 1      | –    | 5     |
| 5.      | Kiriłł Michajłow        | Rosja      | biathlon biegi narciarskie | 3     | 2      | –    | 5     |
| 6.      | Martin Braxenthaler     | Niemcy     | narciarstwo alpejskie      | 3     | 1      | –    | 4     |
| 6.      | Henrieta Farkašová      | Słowacja   | narciarstwo alpejskie      | 3     | 1      | –    | 4     |
| 6.      | Ołeksandra Kononowa     | Ukraina    | biathlon biegi narciarskie | 3     | 1      | –    | 4     |
| 6.      | Jakub Krako             | Słowacja   | narciarstwo alpejskie      | 3     | 1      | –    | 4     |
| 10.     | Brian McKeever          | Kanada     | biegi narciarskie          | 3     | –      | –    | 3     |
| 11.     | Claudia Lösch           | Austria    | narciarstwo alpejskie      | 2     | 1      | 1    | 4     |
| 11.     | Alana Nichols           | USA        | narciarstwo alpejskie      | 2     | 1      | 1    | 4     |
| 13.     | Anna Burmistrowa        | Rosja      | biathlon biegi narciarskie | 2     | 1      | –    | 3     |
| 13.     | Marija Iowlewa          | Rosja      | biathlon biegi narciarskie | 2     | 1      | –    | 3     |
| 15.     | Ludmiła Wauczok         | Białoruś   | biegi narciarskie          | 2     | –      | 2    | 4     |
| 16.     | Yoshihiro Nitta         | Japonia    | biegi narciarskie          | 2     | –      | –    | 2     |
| 16.     | Siergiej Szyłow         | Rosja      | biegi narciarskie          | 2     | –      | –    | 2     |
| 18.     | Nikołaj Połuchin        | Rosja      | biathlon biegi narciarskie | 1     | 4      | 1    | 6     |
| 19.     | Viviane Forest          | Kanada     | narciarstwo alpejskie      | 1     | 3      | 1    | 5     |
| 19.     | Ołena Jurkowśka         | Ukraina    | biathlon biegi narciarskie | 1     | 3      | 1    | 5     |
| 19.     | Lubow Wasiljewa         | Rosja      | biathlon biegi narciarskie | 1     | 3      | 1    | 5     |
| 22.     | Michalina Łysowa        | Rosja      | biathlon biegi narciarskie | 1     | 2      | 2    | 5     |
| 23.     | Nils-Erik Ulset         | Norwegia   | biathlon biegi narciarskie | 1     | 2      | 1    | 4     |
| 24.     | Jon Santacana Maiztegui | Hiszpania  | narciarstwo alpejskie      | 1     | 2      | –    | 3     |
| 24.     | Stephani Victor         | USA        | narciarstwo alpejskie      | 1     | 2      | –    | 3     |
| 26.     | Witalij Łukjanenko      | Ukraina    | biathlon biegi narciarskie | 1     | 1      | 1    | 3     |
| 27.     | Sabine Gasteiger        | Austria    | narciarstwo alpejskie      | 1     | 1      | –    | 2     |
| 27.     | Christoph Kunz          | Szwajcaria | narciarstwo alpejskie      | 1     | 1      | –    | 2     |
| 29.     | Akira Kanō              | Japonia    | narciarstwo alpejskie      | 1     | –      | 1    | 2     |